# Arturo Ciacelli
(Filippo Tommaso Marinetti, Arturo Ciacelli, Circolo Littorio di Torino, 1935)
Arturo Ciacelli, all'anagrafe Arturo Ricciotto Remo Ciacelli (Arnara, 28 maggio 1883 – Venezia, 6 luglio 1966), è stato un pittore, scenografo, decoratore e mercante d'arte italiano.
Ha attraversato numerose avanguardie, dal Futurismo al Simbolismo, al Cubismo, al Simultaneismo, per essere finalmente riconosciuto come esponente dell'Astrattismo, del quale fu uno dei primi antesignani in Europa. Ancora Filippo Tommaso Marinetti ha detto di lui: «L'astrazione assoluta lo divorò: con virilità italiana portò sulla tela spesso annebbiata di spiritualismi nichilisti, un balzante ottimismo triangolato e una fierezza della forza fisica da cui logicamente dovevano scaturire le fantasie calde sue attuali».

## Biografia

### Gli anni della formazione a Roma
Nasce ad Arnara, nel Lazio, paese cui resterà sempre legato e che tornerà a dipingere con regolarità.
Suo padre Vincenzo è mosaicista, lavora a Roma e porta Arturo fin da ragazzo a bottega. Le uniche notizie su sua madre, Adele Coratti, si ricavano dagli scritti autobiografici tuttora inediti.
A Roma Arturo frequenta l'Istituto d'arte industriale e i corsi liberi all'Accademia di belle arti e di quella di Francia.
Dal 1904 al 1907 è impegnato, al seguito di Alessandro Bazzani e poi di Duilio Cambellotti, nelle scenografie per il Teatro Argentina, intervenendo probabilmente anche alla messa in scena de "La nave" di Gabriele D'Annunzio. Durante questi anni conosce Umberto Boccioni e Gino Severini, i quali, gravitando intorno alla figura del maestro Giacomo Balla, nel 1905 lo coinvolgono nel "Primo Salone dei Rifiutati", al quale Ciacelli partecipa con cinque opere. Nel 1909 riprende a frequentare i corsi liberi dell'Accademia di belle arti, dove conosce la pittrice svedese Elsa Ström. I due si sposano rapidamente a Roma per trasferirsi subito dopo a Stoccolma.
In Svezia il pittore italiano ha modo di costruirsi una visione originale e internazionalista dell'arte, impara le lingue scandinave, espone nelle gallerie Odeon di Stoccolma, alla cui connessa scuola insegna pittura, ed Engelbrekt di Malmö; poi a Copenaghen, Göteborg e Oslo.

### Il primo soggiorno a Parigi
Intanto il 1911 segna un momento importante nella vita di Ciacelli: in quell'anno soggiorna infatti a Parigi e ha modo di conoscere Marc Chagall, Fernand Léger e Georges Braque. Sembra che Pablo Picasso non ne abbia stima, mentre sono pubbliche le simpatie nei suoi confronti da parte di Guillaume Apollinaire. Soprattutto Ciacelli instaura una solida amicizia con Sonia e Robert Delaunay. Nella capitale francese ha modo di tonificare le sue intuizioni artistiche e all'attività creativa aggiunge l'impegno della divulgazione teorica e l'attenzione al mercato.
Influenzato dall'entusiasmo dei primi movimenti cubisti e simultaneisti, dipinge freneticamente decine di opere. Ed è durante gli anni trascorsi tra Parigi e Stoccolma che Ciacelli realizza un ciclo di ventuno tavole in bianco e nero, caratterizzate «dalla presenza di figure simboliche inserite in inquadramenti geometrici», per illustrare Così parlò Zarathustra di Friedrich Nietzsche. La particolarità dei disegni dimostra una volta di più il suo instancabile eclettismo, che si nutre di mille suggestioni e non resta impigliato in una nessuna definizione movimentista. Come Ciacelli stesso annota, durante i primi soggiorni parigini non si sentiva tanto futurista, quanto di appartenere a «un realismo sintetico, cioè che tendeva all'astratto più che al reale»..
Andrebbe iscritta a questi anni, e, comunque, non oltre il 1914, anche la sua partecipazione al Salon des Indépendants, che gli storici stimano tuttavia assai incerta.

### La diffusione del Futurismo in Scandinavia
Pur non smettendo mai di recarsi a Roma e a Parigi, è in Svezia e, più in generale, in Scandinavia, che Ciacelli si stabilisce e trova il suo vero riconoscimento. Nel 1913 a Stoccolma compie «un'operazione senza dubbio spregiudicata: traduce in svedese e pubblica [nel catalogo di una sua mostra personale intitolata Arturo Ciacelli Futurist utstallning] un ampio stralcio del Manifesto tecnico della pittura futurista, dove aggiunge la sua firma in calce a quelle degli originari sottoscrittori Boccioni, Carrà, Russolo, Balla e Severini». Benché con tutta probabilità questa mossa sia stata benedetta dallo stesso Marinetti, a Boccioni e agli altri pittori futuristi non piace: da quel momento non nascondono una certa diffidenza verso Ciacelli (da cui ha origine la contrastata fortuna critica dell'artista arnarese).
Negli anni che seguono Ciacelli intensifica la sua attività di divulgatore e conferenziere: fonda a Stoccolma la Nya konstgalleriet, prima galleria d'arte contemporanea in Svezia, e ne promuove l'attività attraverso la rivista "Nykonst". Organizza mostre di pittori scandinavi e internazionali: tra questi, i coniugi Delaunay, Kees Van Dongen, Léger, Ozenfant, Picasso, Vasilij Kandinskij, Diego Rivera, Severini,  Raoul Dufy. Evidenzia un interesse spiccato per le innovazioni dell'arte cinematografica e si improvvisa regista di cortometraggi che colora personalmente e proietta durante le "serate futuriste" (precorrendo gli esperimenti di Anton Giulio Bragaglia e anticipando, con inserti musicali dal vivo, le moderne performance multimediali).
Nel contempo apre un night club (all'inizio chiamato "Circolo Italiano": ma cambierà spesso nome - il più duraturo dei quali è "Grotta Azzurra" - per sfuggire ai controlli sulla rivendita degli alcolici durante il proibizionismo): habitué del locale sono artisti, cantanti, scrittori, poeti, come Evert Taube, Jussi Björling, Nils Ferlin, Vilhelm Moberg e Per Lagerqvist. 
Ciacelli intanto non smette di costruire collegamenti tra i movimenti di tutta Europa, arrivando a ideare un progetto con i futuristi portoghesi Almada Negreiros e Amadeo de Souza-Cardoso. Dopo aver frequentemente esposto anche in Germania, nel 1920 cede la Galleria e torna a Roma. Qui, insieme a Enrico Prampolini, Ugo Giannattasio, Vincenzo Cardarelli e Julius Evola, fonda e dirige le "Grotte dell'Augusteo", un ritrovo cabarettistico con sala espositiva ricavato nei sotterranei del Mausoleo di Augusto, frequentato «da quanto di meglio esista nel mondo intellettuale» di Roma: oltre alla personalità già dette, sono avventori del locale Bruno Barilli, Corrado Alvaro, Luciano Folgore, Armando Spadini, Bragaglia. Ciacelli resta tuttavia di base in Svezia, dove lavora come decoratore e scenografo, allestendo e dipingendo grand hotel, ristoranti, circoli, accademie.

### Il secondo Futurismo e l'Aeropittura
Nel 1930 lascia per sempre Stoccolma, forse a seguito di incomprensioni con l'ambiente artistico locale (che gli era diventato effettivamente stretto). 
Si trasferisce a Parigi, dove per tre anni trascorre uno dei periodi più fecondi della sua vita. Partecipa in due diversi momenti al  Salon des Tuileries e nella Ville Lumière tiene tre mostre personali. Intanto, nel 1930, partecipa alla Biennale di Venezia con tutto il gruppo futurista, esponendo due opere: Carosello e Giostra. Nel 1934 è alla Prima mostra murale per l'edilizia fascista a Genova, presentandosi così tra gli artisti più in vista «del secondo tempo del Futurismo».
La visione offerta in volo dai nuovi aeroplani, spesso militari, affascina potentemente l'immaginario dei futuristi. Ciacelli non è esente dall'attrattiva. Diventa uno degli esponenti di spicco dell'Aeropittura e nel 1935 tiene una mostra personale al salone Dinesen di Roma, il cui discorso inaugurale, recitato ancora una volta da Marinetti, lo consacra definitivamente. Il pittore frusinate aveva già dato prova dell'interesse sul tema: risalgono già alla metà degli anni Venti, infatti, alcune tele intitolate all'"Aeropittura". Ma è sulla qualità della produzione di questo periodo che la critica, sia contemporanea che presente, gli riconosce i lavori più notevoli.

### Vienna e il riconoscimento del MAC
Nel 1937 si trasferisce a Vienna, dove insegna nell'Istituto Italiano di Cultura. Dopo sette anni dalla fine della guerra organizza presso l'Istituto una mostra del Movimento per l'arte concreta ed entra immediatamente in empatia con il Concretismo teorizzato da Gillo Dorfles e da Bruno Munari. La cortesia è presto ricambiata: il MAC riattualizza il messaggio di Ciacelli e allestisce a Milano una personale dedicata interamente a lui, che viene trattato come «uno dei maggiori pittori astrattisti europei».
Muore a Venezia nel 1966, mentre era in visita alla Biennale.

## Alcune opere
- Notte (1905)
- Borgo delle Cave (1905)
- Autunno (1905)
- Il solitario (1905)
- Parti fra Stockholm Havn (1910)
- Thomas Lorenzen (1910-11)
- In un grande viale (1911)
- I funerali del re Fredrik VIII (1911)
- Paesaggio (1911)
- Arnara, Colle Latini (senza data)
- https://upload.wikimedia.org/wikipedia/commons/a/a2/Arturo_Ciacelli_-_Terracina_%28senza_data%29.jpg[collegamento interrotto] (senza data)
- Estate a Klampenborg (1912)
- Così parlò Zarathustra (1912-13)
- Radiant iridescent composition on (1914)
- Minne frau Paris (1914)
- https://upload.wikimedia.org/wikipedia/commons/3/33/Arturo_Ciacelli_-_Negresse_Soleil_%281915%29.jpg[collegamento interrotto] (1915)
- Natura morta con chitarra (1916)
- Dinamismo Tennis (1918)
- Giostra (1919)
- Autosvitesse-Rayonnements-Lumière-Brouillard (1920)
- Roma Cesarea (1920)
- Esplosione per Fiume (1920-21)
- Aeropittura (1924)
- Olimpiade (1924)
- Circuiti Aerei Satelliti (1924)
- Ritmi - Tennis (1925)
- Roulette, Foire A Montmartre (1925)
- Le Marche (1928)
- Premier projets pour Les archives de la danse de Rolf De Maré (1928)
- Bagnante sulla sabbia (1929)
- Tactilisme (1930)
- Rito nuziale (1932)
- Turbine (1933-36)
- Le danzatrici (1935)
- Dux (1935)
- Ritmi (1935)
- Capri (1936)
- Corpus Domini (1937)
- Spessori (1937)
- Ritmi africani (1938)
- Scoppi (1938)
- Ondata (1938)
- Quartetto (1940)
- L'oca (1946)
- Le maschere (1949)
- L'aquila (1940)
- Pegaso (1947)
- Figure (1950)
- https://upload.wikimedia.org/wikipedia/commons/e/e4/Arturo_Ciacelli_-_Dinamismo_spaziale_%281953%29.jpg[collegamento interrotto] (1953)
- Omaggio a Bacco (1956)
- La raccolta delle castagne (1957)
- Ritmi sintetici (1958)
- Danza nella foresta (1959)
- Rubini (1959)
- Ritmi (1960)
- Palmizi (1960)
- Paesaggio (1960)
- Erbario II (1961)
- Plastico (1962)
- Astrazione azzurra (1964)